# 防震缝
防震缝是将建筑物分成若干个结构单一、体型规整的单元，防止在地震波的作用下相互挤压、拉伸造成形变破坏的缝隙。

## 差异
与伸缩缝类似，一般基础可以不断开，但是在平面复杂、建筑物相连接部位刚度相差大的时候需要断开。

## 设置宽度
框架结构不超过15m时设置宽度为70mm，超过15m见下表。
| 设防烈度 | 建筑物高度 | 宽度     |
| -------- | ---------- | -------- |
| 7度      | 每增加4m   | 增加20mm |
| 8度      | 每增加3m   | 增加20mm |
| 9度      | 每增加2m   | 增加20mm |